# Piacenza d'Adige
Piacenza d'Adige é uma comuna italiana da região do Vêneto, província de Pádua, com cerca de 1.419 habitantes. Estende-se por uma área de 18 km², tendo uma densidade populacional de 79 hab/km². Faz fronteira com Badia Polesine (RO), Casale di Scodosia, Lendinara (RO), Masi, Megliadino San Vitale, Merlara, Ponso, Sant'Urbano, Santa Margherita d'Adige, Vighizzolo d'Este.

## Demografia
| Variação demográfica do município entre 1861 e 2011                               |
|                                                                                   |
| Fonte: Istituto Nazionale di Statistica (ISTAT) - Elaboração gráfica da Wikipedia |